# 아시아 수영 연맹
아시아 수영 연맹(영어: Asia Aquatics 아시아 아쿠아틱스[*], AA)은 아시아의 수영, 수구, 다이빙, 아티스틱스위밍, 오픈워터스위밍, 하이다이빙 종목을 총괄하는 국제 스포츠 행정 기구이다.

## 회원국
| 국가                   | 협회                                      | 코드 | 설립   | 가맹   | 비고 |
| ---------------------- | ----------------------------------------- | ---- | ------ | ------ | ---- |
| 네팔                   | 네팔 수영 협회                            | NEP  |        |        |      |
| 대한민국               | 대한수영연맹                              | KOR  | 1929년 | 1978년 |      |
| 동티모르               | 동티모르 국가 수영 연맹                   | TLS  |        |        |      |
| 라오스                 | 라오 수영 연맹                            | LAO  |        |        |      |
| 레바논                 | 레바논 수영 연맹                          | LBN  |        |        |      |
| 마카오                 | 중국 마카오 수영 총회                     | MAC  |        |        |      |
| 말레이시아             | 말레이시아 수영 연맹                      | MAS  |        |        |      |
| 몰디브                 | 몰디브 수영 협회                          | MDV  |        |        |      |
| 몽골                   | 몽골 아마추어 수영 연맹                   | MGL  |        |        |      |
| 미얀마                 | 미얀마 수영 연맹                          | MYA  |        |        |      |
| 바레인                 | 바레인 수영 협회                          | BRN  |        |        |      |
| 방글라데시             | 방글라데시 수영 연맹                      | BAN  |        |        |      |
| 베트남                 | 베트남 수상스포츠 협회                    | VIE  |        |        |      |
| 부탄                   | 부탄 수영 연맹                            | BHU  |        |        |      |
| 브루나이               | 브루나이 아마추어 수영 협회               | BRU  |        |        |      |
| 사우디아라비아         | 사우디아라비아 수영 연맹                  | KSA  |        |        |      |
| 스리랑카               | 스리랑카 수상스포츠 연맹                  | SRI  |        |        |      |
| 시리아                 | 시리아 아랍 수영 수상스포츠 연맹          | SYR  |        |        |      |
| 싱가포르               | 싱가포르 수영 연맹                        | SGP  |        |        |      |
| 아랍에미리트           | 아랍에미리트 수영 연맹                    | UAE  |        |        |      |
| 아프가니스탄           | 아프가니스탄 국가 수영 연맹               | AFG  |        |        |      |
| 예멘                   | 예멘 국가 수영 수상스포츠 연맹            | YEM  |        |        |      |
| 오만                   | 오만 수영 연맹                            | OMA  |        |        |      |
| 요르단                 | 요르단 수영 연맹                          | JOR  |        |        |      |
| 우즈베키스탄           | 우즈베키스탄 수영 연맹                    | UZB  |        |        |      |
| 이라크                 | 이라크 수영 연맹                          | IRQ  |        |        |      |
| 이란                   | 이란 이슬람 공화국 아마추어 수영 연맹     | IRI  |        |        |      |
| 인도                   | 인도 수영 연맹                            | IND  |        |        |      |
| 인도네시아             | 인도네시아 수영 연맹                      | INA  |        |        |      |
| 일본                   | 일본 수영 연맹                            | JPN  |        |        |      |
| 조선민주주의인민공화국 | 조선민주주의인민공화국 아마추어 수영 협회 | PRK  |        |        |      |
| 중화 타이베이          | 중화민국 수영 협회                        | TPE  |        |        |      |
| 중화인민공화국         | 중국 수영 협회                            | CHN  |        |        |      |
| 카자흐스탄             | 카자흐스탄 공화국 수영 연맹               | KAZ  |        |        |      |
| 카타르                 | 카타르 수영 협회                          | QAT  |        |        |      |
| 캄보디아               | 크메르 아마추어 수영 연맹                 | CAM  |        |        |      |
| 쿠웨이트               | 쿠웨이트 수영 연맹                        | KUW  |        |        |      |
| 키르기스스탄           | 키르기스스탄 공화국 수상스포츠 연맹       | KGZ  |        |        |      |
| 타지키스탄             | 타지키스탄 공화국 국가 수영 연맹          | TJK  |        |        |      |
| 태국                   | 태국 수영 협회                            | THA  |        |        |      |
| 투르크메니스탄         | 투르크메니스탄 국가 수영 연맹             | TKM  |        |        |      |
| 파키스탄               | 파키스탄 수영 연맹                        | PAK  |        |        |      |
| 팔레스타인             | 팔레스타인 수영 수상스포츠 연맹           | PLE  |        |        |      |
| 필리핀                 | 필리핀 수영 연맹                          | PHI  |        |        |      |
| 홍콩                   | 중국 홍콩 수영 총회                       | HKG  |        |        |      |

## 참고 문헌
- “National Federations” (영어). 아시아 수영 연맹.
- “아시아 수영 연맹” (영어). 국제 협회 연합.

## 같이 보기
- 세계 수영 연맹